# Артахан
Артаха́н (Артаа́н, Артага́н, Ардаха́н, Ардага́н; арм. Արտահան) — гавар в провинции Гугарк Великой Армении.

## Культура
Одним из ведущих культурных центров Артахана являлся монастырский комплекс Вардзуняц хач.

## География
На западе Аратахан граничил с гаваром Кхарджк, на севере - с картвельскими племенами, на северо-востоке - с гаваром Верин Джавахк, на востоке - с Ашоцком, на юго-востоке - с Ванандом, на юге - с гаварами Ког и Чакк.
В пределах гавара находится город с таким же названием - Ардахан, а также город Каджац (Ур).
Крепость Гюхаберд.

## Источник
- Т. Х. Акобян (1981). Историческая география Армении. Ереван, издательство «Митк»  (арм.)

## Внешние ссылки
- Карта Гугарка